# Йохан Хайнрих Фридрих (Золмс-Барут)
Йохан Хайнрих Фридрих фон Золмс-Барут (на немски: Johann Heinrich Friedrich zu Solms-Baruth; * 18 април 1770; † 1 февруари 1810, Кличдорф, Полша) е граф на Золмс-Барут, господар на Верау, Кличдорф, Барут и др.

## Произход
Той е единственият син на граф Йохан Кристиан II фон Золмс-Барут (1733 – 1800) и втората му съпруга графиня Фридерика Луиза София Ройс-Кьостриц (1748 – 1798), дъщеря на граф Хайнрих IV (VI) Ройс-Шлайц-Кьостриц, старата линия (1707 – 1783), и маркиза Хенрика Йоана Франциска Сузана де Касадо (1725 – 1761). Сестра му Амалия Хенриета Шарлота (1768 – 1847) e омъжена на 30 януари 1789 г. в дворец Кличдорф за княз Карл Лудвиг фон Хоенлое-Лангенбург (1762 – 1825).
Йохан Хайнрих Фридрих умира на 1 февруари 1810 г. в Кличдорф, Полша, на 39 години.

## Фамилия
Йохан Хайнрих Фридрих се жени на 20 октомври 1797 г. в Кличдорф за графиня Шарлота Каролина Амалия фон Райхенбах (* 11 ноември 1776; † 7 януари 1851, Верау или Кличдорф), дъщеря на граф Хайнрих Леополд фон Райхенбах (1733 – 1805) и София Амалия Хенриета фон Райхенбах-Гошюц (1755 – 1797). Те имат пет деца, от които само две порастват:
- Йохан Кристиан Херман фон Золмс-Барут (* 2 декември 1799; † 15 март 1877), граф на Золмс-Барут, женен 21 януари 1827 г. за Мари фон Равен (* 19 октомври 1808; † 3 октомври 1878)
- Амалия Тереза Хелена Берта фон Золмс-Барут (* 23 април 1801; † 20 август 1832), омъжена на 3 май 1820 г. за граф Фридрих Хайнрих Лудвиг фон Золмс-Барут (* 3 август 1795; † 1 февруари 1879), родители на Фридрих, 1888 г. 1. княз на Золмс-Барут
- Йохана Луиза Агнес фон Золмс-Барут (* 20 август 1802; † 31 декември 1802)
- Албертина Емилия Аделхайд фон Золмс-Барут (* 19 юли 1804; † 26 август 1804)
- Йохана Емилия Аделхайд фон Золмс-Барут (* 22 юни 1807; † 15 март 1808)